# Plan 60 Escuelas

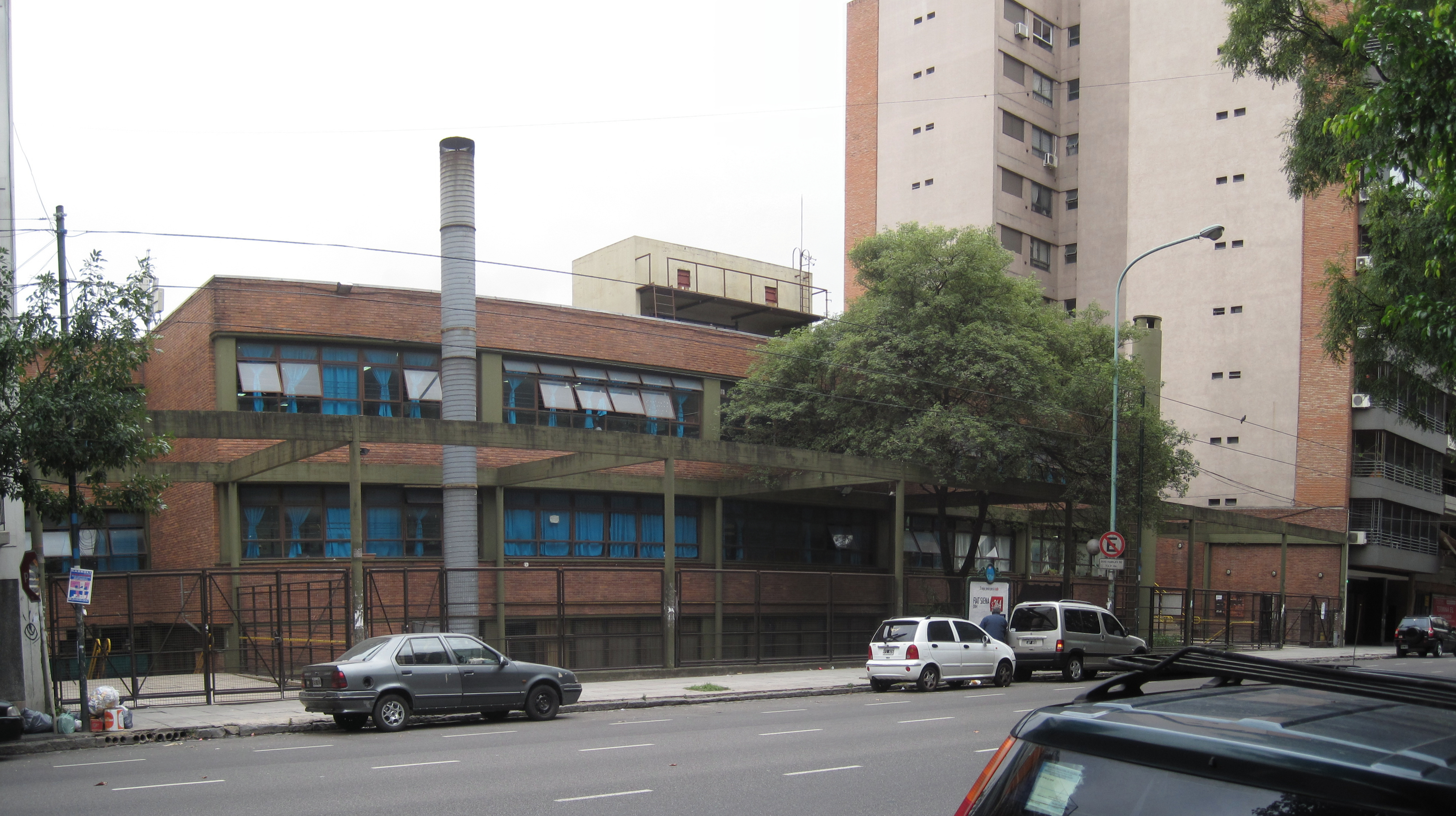
La Esc. N.º 12 “Provincia del Chaco”, en la Avenida Avellaneda, barrio de Flores.

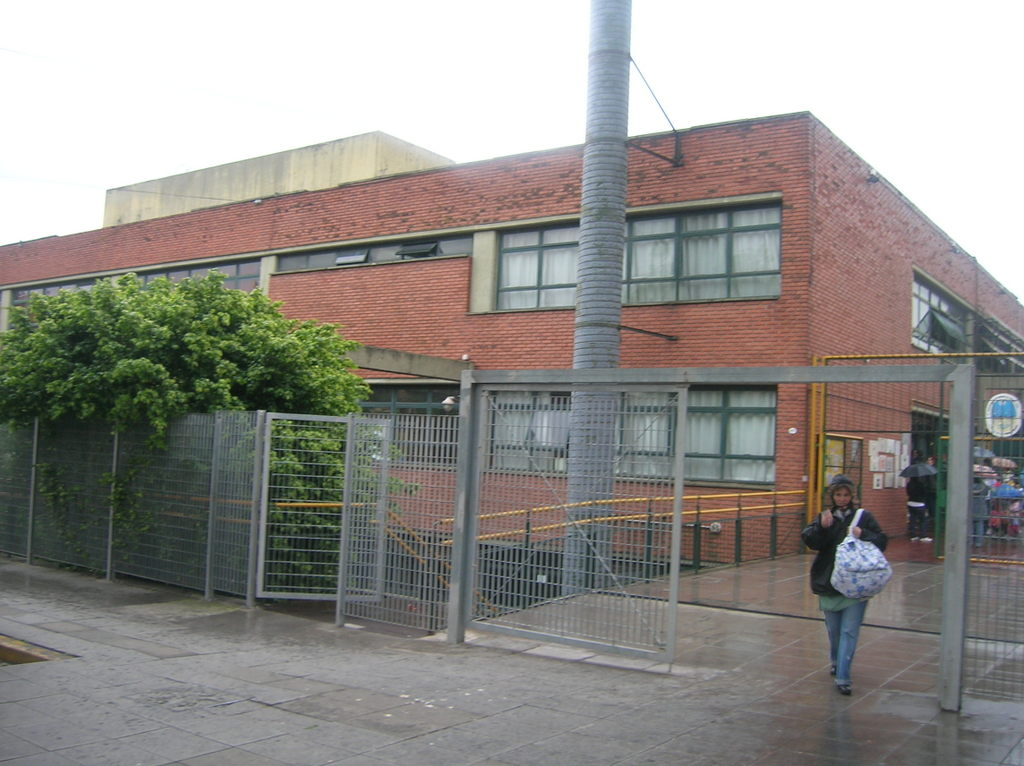
La Escuela 12 “Prof. Rodolfo Senet”, en el barrio de Saavedra.

El Plan 60 Escuelas fue un proyecto del intendente de facto de Buenos Aires entre 1976 y 1982, el Brigadier Osvaldo Cacciatore. Aunque sólo lograron terminarse 24 edificios antes de que Cacciatore fuera removido de su cargo, se lo recuerda como el último plan de construcción de escuelas primarias a gran escala en esta ciudad.
El Plan 60 Escuelas fue lanzado en 1979, luego de que el Estado Nacional transfiriera a la Municipalidad de Buenos Aires los establecimientos educativos. Para desarrollar, se tercerizó la construcción por áreas de la ciudad y se contrató a un conjunto de prestigiosos estudios de arquitectura de aquella época: SEPRA, Raña Veloso-Álvarez-Forster, Casirahi-Cassina-Frangella, Carlos Levinton, Kocourek SRL y Antonini-Schön-Zemborain, quienes trabajaron en conjunto buscando proyectar edificios de avanzada, con un lenguaje que empleó el ladrillo a la vista y las estructuras de hormigón armado expuestas y pintadas de verde.
Con el amplio número de escuelas construidas, de las cuales Cacciatore llegó a inaugurar 24 para 1982, luego fueron continuadas por las administraciones siguientes una vez recuperada la democracia, y se extendieron durante la década de 1980 hasta incluso la gestión de Carlos Grosso en la Municipalidad, este conjunto de escuelas pasó a formar parte distintiva de una época de la educación pública en Buenos Aires, ya que su estética característica y la escala del plan no volvieron a repetirse hasta la actualidad.
La búsqueda de experimentación y prueba por parte de los arquitectos proyectistas chocó contra las críticas de los usuarios de los edificios, tanto de alumnos de primaria y secundaria, como de docentes y empleados de mantenimiento, que resaltaron detalles negativos en el diseño de las escuelas: desde el reflejo de la luz del sol en los pizarrones y la dificultad para limpiar distintos sectores hasta la ubicación de los patios y el uso excesivo de vidrio para las fachadas.

## Edificios
Algunas de las escuelas construidas como parte del plan de 1979:
- Esc. Primaria Común N° 13 "Raúl Scalabrini Ortiz". Conde 223
- Esc. Primaria común N* 6 Guillermo Correa. Saavedra y México
- Esc. Primaria Común N° 04 “Cnel. Isidoro Suarez”. Venezuela 753
- Esc. Primaria Común N° 04 D. E. N° 7 “Pte. Dr. Arturo Umberto Illia”. Av. Rivadavia 6065
- Esc. Primaria Común N.º 08 “Almafuerte”. Maza 1921, esq. Salcedo
- Esc. Primaria Común N.º 15 “Provincia de Santa Fe”. Vidal 4747
- Esc. Primaria Común N.º 03 “Primera Junta”. Campichuelo 50
- Esc. Primaria Común N.º 09 “Cnel. Genaro Beron de Astrada”. El Salvador 4037
- Esc. Primaria Común N.º 06 “San Jose de Calasanz”. Av. San Juan 4738
- Esc. Primaria Común N.º 14 “Provincia de San Luis”. Av. Almafuerte 530
- Esc. Primaria Común N.º 26 “Hipolito Yrigoyen”. Av. San Juan esq. Balcarce
- Esc. Primaria Común N.º 07 “Juan de Garay”. Av. Caseros 734
- Esc. Primaria Común N.º 26 “Adolfo Van Gelderen”. Parque Las Heras
- Esc. Primaria Común N.º 16 “Wenceslao Posse”. Parque Las Heras
- Esc. Primaria Común N° 01 “Valentín Gómez”. Avenida Independencia 758
- Esc. Primaria Común N.º 11 “Antonio J. Bucich”. Hernandarias 850
- Esc. Primaria Común N° 06 “French y Beruti”. Juncal 690
- Esc. Primaria Común N° 05 “Nicolás Rodríguez Peña”. Rodríguez Peña 747
- Esc. Primaria Común N° 05 “Agustín Alvarez”. Humberto 1° 1571
- Esc. Primaria Común N.º 14 Cornelio Saavedra. Sarmiento 2250
- Esc. de Recuperación N° 1. Ayacucho 953
- Esc. Primaria Común N.º 13 “República Islámica de Irán”. José Antonio Cabrera 3430
- Esc. Primaria Común N.º 08 “Dr. Arturo Mateo Bas”. San Luis 3224

Escuela Primaria Común N° 9
" Julio Evaristo Badia DE n°10
OHIGGINS 3050.